# Велідарівська волость
Велідарівська волость — історична адміністративно-територіальна одиниця Єлизаветградського повіту Херсонської губернії.
Станом на 1886 рік складалася з 14 поселень, 15 сільських громад. Населення — 2056 осіб (1092 чоловічої статі та 964 — жіночої), 403 дворових господарства.
|                     | Площа, десятин | У тому числі орної, дес. |
| ------------------- | -------------- | ------------------------ |
| Сільських громад    | 2112           | 1872                     |
| Приватної власності | 25549          | 8419                     |
| Казенної власності  | —              | —                        |
| Іншої власності     | 3038           | 1466                     |
| Загалом             | 32699          | 11757                    |

Найбільше поселення волості:
- Велідарівка (Пулевічева, Єгоровка) — село при річці Гнилий Єланець за 100 верст від повітового міста, 195 осіб, 39 двір. За версту — римо-католицька церква. За 12 верст — протестантський молитовний будинок.